# Abel García Marín
Abel García Marín   (Berga, 8 d'agost de 1977) és un polític català, Secretari General d'Esports de Govern de Salvador Illa des del 27 d'agost del 2024.
Graduat en Història per la Universitat Autònoma de Barcelona (UAB), Abel García és un militant i dirigent amb llarga experiència a nivell orgànic al Partit dels Socialistes de Catalunya (PSC) que ha ocupat diferents càrrecs de responsabilitat a la Diputació de Barcelona, al Consell Comarcal del Berguedà i als ajuntaments de La Pobla de Lillet i Berga. Des del 2019, en que fou escollit com a alcaldable, és regidor del consistori berguedà. També va ser primer tinent d'alcalde de La Pobla de Lillet des del 2004 al 2011, i ha estat president del Consell Esportiu del Berguedà. A nivell de partit és el primer secretari de l'agrupació socialista del Berguedà, i és el cap del PSC a l'Ajuntament de Berga, on el partit disposa de tres regidors a l'oposiciór. Garcia és també conseller del Consell Comarcal del Berguedà (a l'oposició), i forma part de la sectorial d'Esports del PSC, exercint com a assessor d'Esports de la Diputació de Barcelona. També ha desenvolupat tasques de cap d'Esports a l'Ajuntament de Mollet, així com en l'àmbit de Joventut i Participació ciutadana des del 2011.
L'agost del 2024 ca ser escollit per incorporar-se a la nova Conselleria d'Esports dirigida per Bernardo Álvarez Merino per tal d'ocupar el càrrec de secretari general d'esports, substituint així, a l'exdiputada d'ERC Anna Caula.
Vinculat al món de l'excursionisme i la muntanya, des del 2011 i fins al 2013 va ser veguer de la Federació d’Entitats Excursionistes de Catalunya de la Vegueria VII (Bages Berguedà, Solsonès i Anoia).